# Smerinthulus quadripunctatus
Smerinthulus quadripunctatus är en fjärilsart som beskrevs av Huwe 1895. Smerinthulus quadripunctatus ingår i släktet Smerinthulus och familjen svärmare. Inga underarter finns listade i Catalogue of Life.

## Bildgalleri

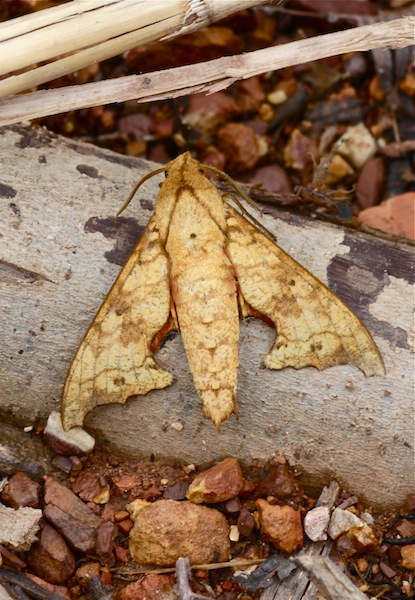